# Березовка (Кармаскалинський район)
Бере́зовка (рос. Берёзовка, башк. Берёзовка) — присілок у складі Кармаскалинського району Башкортостану, Росія. Входить до складу Кармаскалинської сільської ради.
Населення — 11 осіб (2010; 19 в 2002).
Національний склад:
- росіяни — 74 %